# Arboretum du Poërop
Les Arbres du Monde au Huelgoat (anciennement arboretum du Poërop) se situe à Huelgoat dans les Monts d'Arrée. Dans ce parc, 3 600 espèces d'arbres et d'arbustes des cinq continents répartis en collections thématiques comme la vallée himalayenne poussent.  Tout au long de l'année, le site propose diverses animations liées à la botaniques.
On trouve une collection d'Eucalyptus du bush australien, des théiers présentant des camélias botaniques, une bambouseraie et notamment le bambou nommé Drepanostachyum merretii (espèce dédiée au concepteur de ce parc), des roseraies, des jardins de plantes condimentaires du Yunnan, un jardin de plantes thérapeutiques destinée à une maison de retraite à proximité et des collections botaniques comme celle des érables classés par le CCVS. 

## Historique
Cette riche collection d’arbres et d’arbustes fut créée au début des années 1990 à l’initiative du directeur de la maison de retraite du Huelgoat en Bretagne. Niché au cœur des monts d’Arrée dans un cadre vallonné verdoyant où s’élèvent de vieux arbres (chênes et hêtres) et résineux (pins sylvestres et épicéas de Sitka), le site, qui s’appelle alors l’arboretum du Poërop, abrite près de 3600 espèces végétales originaires des 5 continents. Installé sur 22 hectares, le lieu constitue de fait l’une des plus importantes collections ligneuses de France. Les essences, pour certaines rassemblées selon leur origine géographique, invitent à un véritable tour du monde menant des régions australes d’Amérique du Sud au bush australien en passant par les contreforts de l’Himalaya et les forêts d’Europe. Par ailleurs, de très nombreuses espèces rares jalonnent cette collection hors du commun : les chênes, les magnolias, les rhododendrons, les cornouillers, les érables et les conifères y sont particulièrement bien représentés.
Fin 2011, alors que le site est fermé, Franck Jaclin propose de le rouvrir au public et de le baptiser « les Arbres du Monde ». Lieu consacré à la découverte de la biodiversité et à l’étude des arbres de par la richesse de ses collections ligneuses, le parc n’en demeure pas moins un jardin singulier où les végétaux installés dans un cadre champêtre associés à un entretien respectueux de l’environnement confèrent au site une atmosphère sans égale où règnent en harmonie science et nature.
Des visites commentées sont organisées et des parcours de découverte à destination des enfants et des adultes sont d’ores et déjà proposés aux visiteurs. Dans les mois à venir[Quand ?], l’inventaire des collections va être revu et mis à jour afin d’être mis en ligne sur le site Internet des Arbres du Monde.  Certaines des plantations vont être remodelées afin de renforcer la dimension paysagère du parc. Parallèlement, le ré-étiquetage trilingue (latin-français-anglais) des végétaux va être entrepris et les collections végétales seront valorisées au travers de nouveaux parcours de découverte récréatifs. Les arbres et arbustes les plus attractifs ou qui demeurent peu fréquents dans les jardins seront également multipliés au sein de la pépinière afin d’être proposées à la vente sur place ou par correspondance.